# 잉카오시쿠도
잉카오시쿠도(Oxymycterus inca)는 비단털쥐과에 속하는 남아메리카 설치류이다. 볼리비아와 페루에서 발견된다.